# Ambroise Croizat

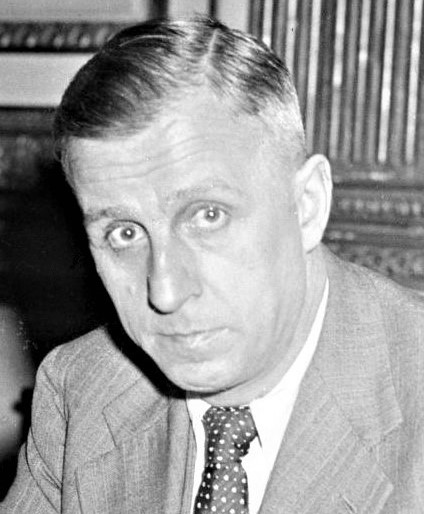
Ambroise Croizat (1947)

Ambroise Croizat (* 28. Januar 1901 in Notre-Dame-de-Briançon, Département Savoie; † 11. Februar 1951 in Suresne, Département Hauts-de-Seine) war ein französischer Gewerkschaftsfunktionär und Politiker der PCF (Parti communiste français), der unter anderem zwischen 1936 und 1940 Mitglied der Abgeordnetenkammer war sowie von 1945 bis 1951 Mitglied der Nationalversammlung war. Während der Provisorischen Regierung der Französischen Republik nach Ende des Zweiten Weltkrieges war er von 1945 bis 1946 Arbeitsminister beziehungsweise 1946 sowie erneut 1947 Minister für Arbeit und soziale Sicherheit. Er erhielt als Minister aufgrund seiner politischen Einstellung den Spitznamen „Ministre des Travailleurs“ (Minister der Arbeiter) und gilt als Begründer der Sozialversicherung (Sécurité sociale).

## Leben

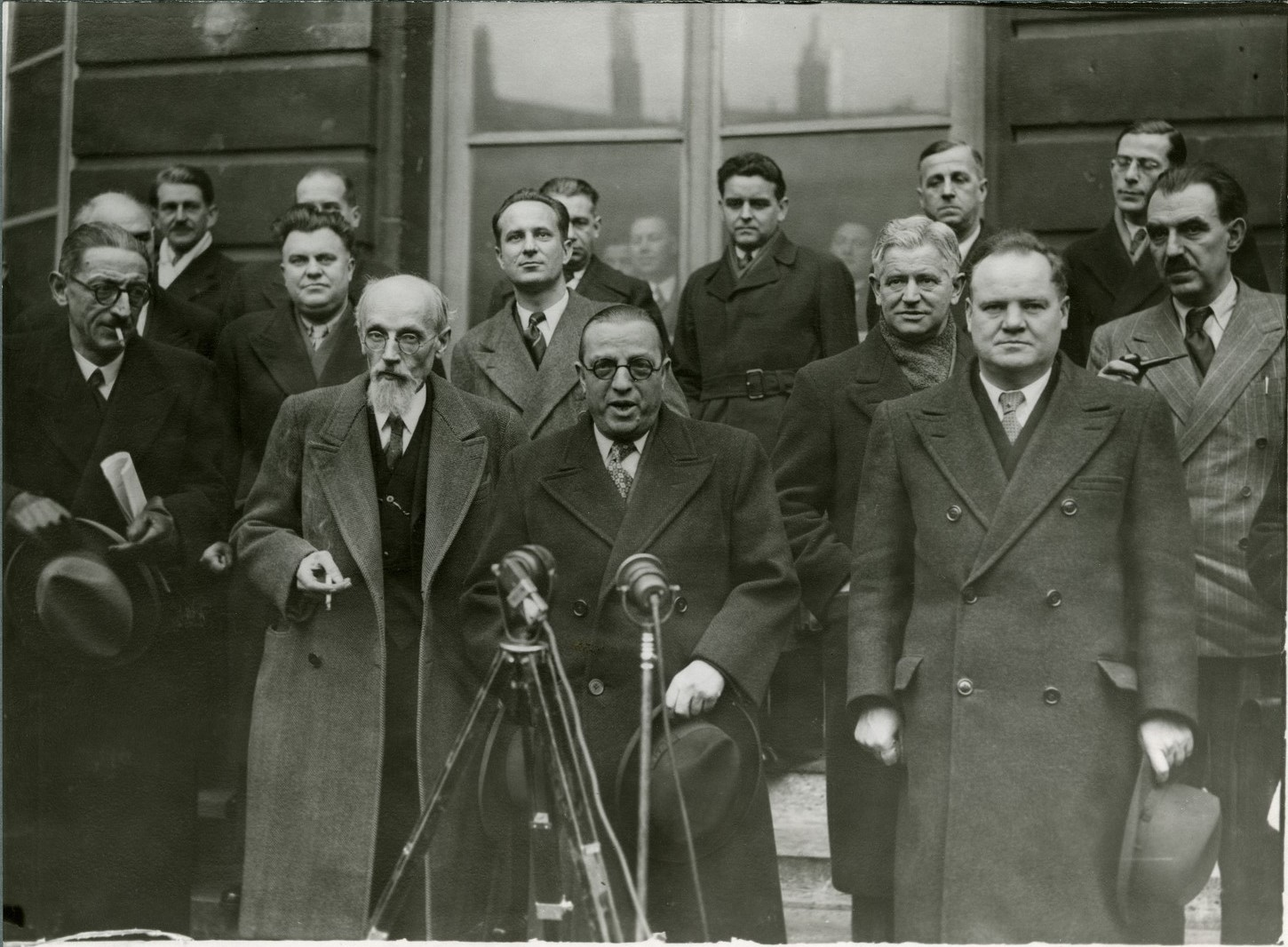
Ambroise Croizat (hinten, 2.v.r.) und andere Mitglieder des Kabinetts Gouin (1946).

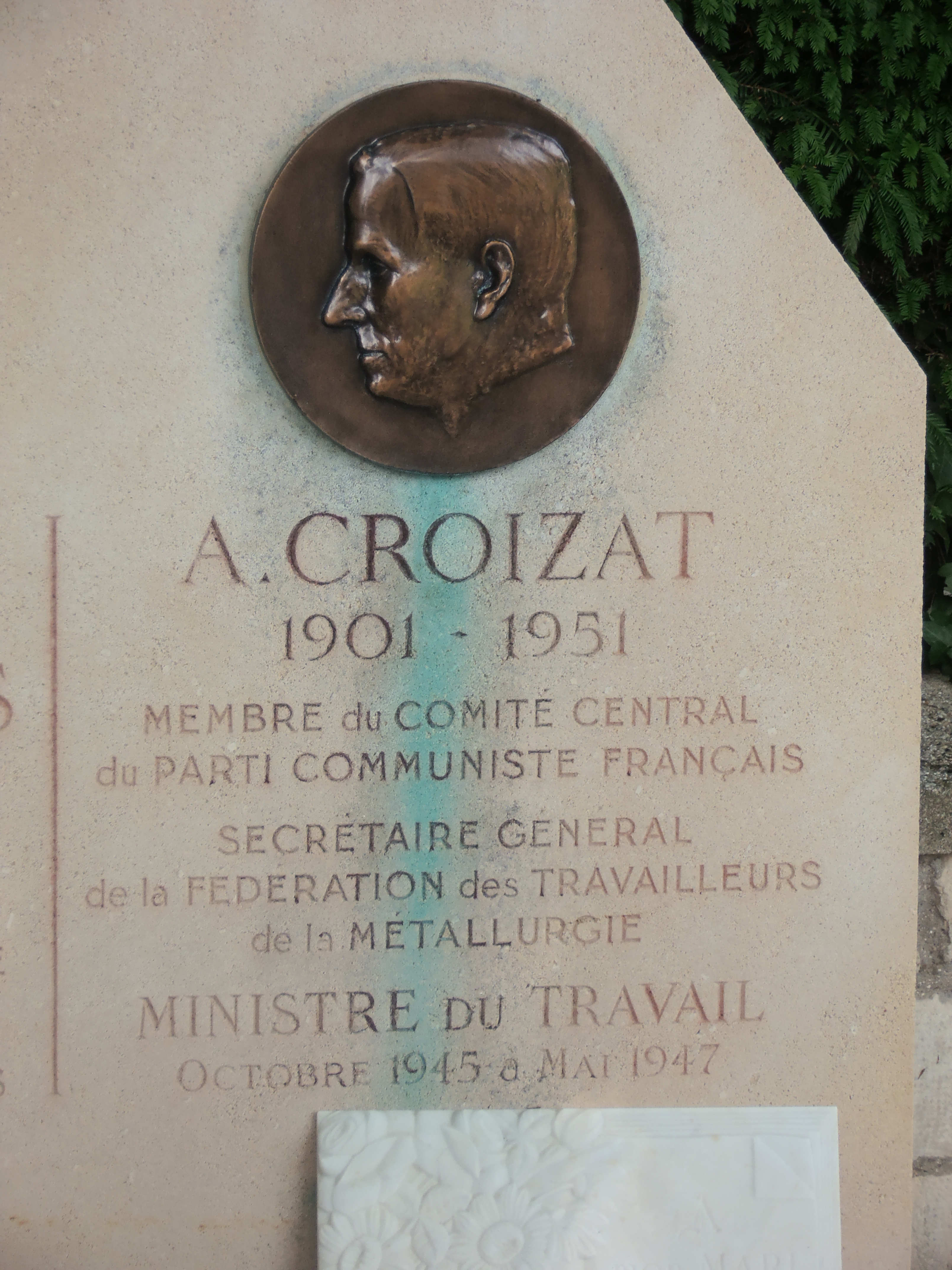
Grabstätte von Ambroise Croizat auf dem Pariser Cimetière du Père-Lachaise.

Ambroise Croizat, Sohn des Arbeiters Antoine Croizat und der Samtbinderin Louise Jeannette Piccino, verließ 1914 mit dreizehn Jahren die Schule und arbeitete zuerst als Fabrikarbeiter und später als Schlosser und Werkzeugmacher und begann sein politisches Engagement in der Bewegung der Jungen Sozialisten MJS (Mouvement des Jeunes Socialistes), der Jugendorganisation der Französischen Sektion der Arbeiter-Internationale SFIO (Section française de l’Internationale ouvrière). Da er jedoch der SFIO nicht beitreten wollte, wurde er 1920 Mitglied der aus einer Abspaltung der SFIO hervorgegangenen, neu gegründeten Kommunistischen Partei Frankreichs PCF (Parti communiste français) und gehörte zwischen 1920 und 1928 zu den führenden Persönlichkeiten von deren Jugendorganisation Mouvement Jeunes Communistes de France (MJCF). Im Anschluss engagierte er sich zunehmend in der Gewerkschaftsarbeit und wurde 1928 Sekretär der Metallarbeitergewerkschaft der Allgemeinem Konföderation der einheitlichen Arbeit CGTU (Confédération générale du travail unitaire), ehe er 1936 Generalsekretär der zum Allgemeinen Gewerkschaftsbund CGT (Confédération générale du travail) gehörenden Metallarbeitergewerkschaft FTM (Fédération des travailleurs de la métallurgie) wurde. 
Bei der Wahl am 3. Mai 1936 wurde Croizat für die PCF für das Département Seine zum Mitglied der Abgeordnetenkammer (Chambre des députés) gewählt und gehörte dieser vom 1. Juni 1936 bis zum 21. Januar 1940 nominell an. Allerdings wurde er als Mitglied der kommunistischen Untergrundbewegung bereits in der Nacht vom 7. auf den 8. Oktober 1939 verhaftet, am 20. Februar 1940 seines Mandats entzogen und am 3. April 1940 vom 3. Pariser Militärgericht zu fünf Jahren Gefängnis, 4000 Francs Geldstrafe sowie zu weiteren fünf Jahren Entzug bürgerlicher und politischer Rechte nach Verbüßung der Haftstrafe verurteilt. Im März 1941 wurde er in das Straflager Maison Carrée in einem Vorort von Algier verlegt.
Nach der La Libération, der Befreiung Frankreichs, wurde Ambroise Croizat bei der Wahl am 21. Oktober 1945 für die PCF im Département Seine zum Mitglied der Verfassunggebenden Nationalversammlung (Assemblée nationale constituante) gewählt und gehörte dieser nach der Wahl am 2. Juni 1946 beziehungsweise nach der Wahl im ersten Wahlkreises im Département Seine am 10. November 1946 der Nationalversammlung (Assemblée nationale) bis zu seinem Tode am 11. Februar 1951 an. Daraufhin wurde sein Parteigenosse André Huraux am 12. Februar 1951 neuer Abgeordneter für den ersten Wahlkreises im Département Seine. Während der Provisorischen Regierung der Französischen Republik wurde er am 21. November 1945 als Arbeitsminister (Ministre du Travail) in das Kabinett de Gaulle II berufen und behielt dieses Amt bis zum 20. Januar 1946.
Im darauf folgenden Kabinett Gouin übernahm er zwischen dem 26. Januar und dem 24. Juni 1946 den Posten als Minister für Arbeit und soziale Sicherheit (Ministre du Travail et de la Sécurité sociale) und hatte diesen auch im anschließenden Kabinett Bidault I vom 24. Juni bis zum 16. Dezember 1946 inne. Am 22. Januar wurde er im Kabinett Ramadier I noch einmal Minister für Arbeit und soziale Sicherheit und behielt diesen bis zum 4. Mai 1947, woraufhin Robert Lacoste vom 4. bis 9. Mai 1947 zunächst kommissarischer Minister war und Daniel Mayer im Anschluss neuer Minister wurde. Im März 1947 unterzeichnete er in Rom ein Abkommen über die Einwanderung von Italienern nach Frankreich. Er erhielt als Minister aufgrund seiner politischen Einstellung den Spitznamen „Ministre des Travailleurs“ (Minister der Arbeiter) und gilt als Begründer der Sozialversicherung (Sécurité sociale).
Nach seinem Tode wurde Ambroise Croizat auf dem Pariser Cimetière du Père-Lachaise beigesetzt. Ihm zu Ehren wurde der Place Ambroise-Croizat im 14. Pariser Arrondissement benannt.

## Hintergrundliteratur
- Michel Étiévent: Ambroise Croizat, ou l'invention sociale ; suivi de lettres de prisons, 1939–1941, Édition Gap, La Ravoire 1999.
- Michel Étiévent: Marcel Paul, Ambroise Croizat. Chemins croisés d'innovation sociale, Édition Gap, Challes-les-Eaux 2008, ISBN 978-2-7417-0373-0.